# Atta goiana
Atta goiana är en myrart som beskrevs av Goncalves 1942. Atta goiana ingår i släktet Atta och familjen myror. Inga underarter finns listade.